# Sertularia
Sertularia Linnaeus, 1758 è un genere di idrozoi della famiglia Sertulariidae.

## Tassonomia
- Sertularia albimaris
- Sertularia argentea Linnaeus, 1758
- Sertularia australis
- Sertularia bicuspidata
- Sertularia bidentata
- Sertularia bilateralis
- Sertularia borneensis
- Sertularia brashnikowi
- Sertularia brevicyathus
- Sertularia brunnea
- Sertularia camtschatika
- Sertularia carolinensis (Verrill, 1872)
- Sertularia ceylonensis
- Sertularia complexa
- Sertularia conferta
- Sertularia converrucosa
- Sertularia cupressina (Linnaeus, 1758)
- Sertularia cupressoides
- Sertularia dalli (Nutting, 1904)
- Sertularia dalmasi (Versluys, 1877)
- Sertularia desmoides (Torrey, 1902)
- Sertularia distans
- Sertularia divergens
- Sertularia dohrni
- Sertularia drachi
- Sertularia dubia
- Sertularia elegans (Kirchenpauer, 1884)
- Sertularia elongata
- Sertularia fabricii (Levinsen, 1893)
- Sertularia fissa
- Sertularia flexilis
- Sertularia flowersi
- Sertularia frigida
- Sertularia funafutiensis
- Sertularia furcata (Trask, 1857)
- Sertularia gracillima
- Sertularia hattorii
- Sertularia heteroclada
- Sertularia humilis
- Sertularia intermedia
- Sertularia latiuscula (Stimpson, 1854)
- Sertularia ligulata
- Sertularia linearis
- Sertularia linkoi
- Sertularia littoralis
- Sertularia loculosa
- Sertularia longa
- Sertularia maccallumi
- Sertularia malayensis
- Sertularia marginata (Kirchenpauer, 1864)
- Sertularia mediterranea
- Sertularia mertoni
- Sertularia mirabilis
- Sertularia mirabilis
- Sertularia moluccana
- Sertularia nana
- Sertularia notabilis
- Sertularia nuttingi
- Sertularia ochotensis
- Sertularia operculata (Linnaeus, 1758)
- Sertularia orthogonalis
- Sertularia perpusilla
- Sertularia plumosa (Clark, 1877)
- Sertularia plumulifera (Allman, 1877)
- Sertularia pumila (Linnaeus, 1758)
- Sertularia pyriformis
- Sertularia robusta (Clark, 1877)
- Sertularia rugosissima
- Sertularia schmidti (Kudelin, 1914)
- Sertularia secunda
- Sertularia similis (Clark, 1877)
- Sertularia simplex
- Sertularia stabilis (Fraser, 1942)
- Sertularia staurotheca
- Sertularia stechowi
- Sertularia suensoni
- Sertularia tatarica
- Sertularia tenera (Sars, 1874)
- Sertularia tenuis (Bale, 1884)
- Sertularia tolli
- Sertularia trigonostoma
- Sertularia tumida
- Sertularia turbinata
- Sertularia unguiculata (Busk, 1852)
- Sertularia variabilis
- Sertularia vervoorti
- Sertularia westindica (Stechow, 1919)